# Saint-Laurent-de-Brèvedent
Saint-Laurent-de-Brèvedent is een gemeente in het Franse departement Seine-Maritime (regio Normandië) en telt 1489 inwoners (1999). De plaats maakt deel uit van het arrondissement Le Havre.

## Geografie
De oppervlakte van Saint-Laurent-de-Brèvedent bedraagt 7,8 km², de bevolkingsdichtheid is 190,9 inwoners per km².

## Verkeer en vervoer
In de gemeente ligt spoorwegstation Saint-Laurent-Gainneville.
De onderstaande kaart toont de ligging van Saint-Laurent-de-Brèvedent met de belangrijkste infrastructuur en aangrenzende gemeenten.

## Demografie
Onderstaande figuur toont het verloop van het inwonertal (bron: INSEE-tellingen).